# Jos Van Elewyck
Jos Pierre André Van Elewyck (Antwerpen, 26 september 1928 – 15 april 2025) was een Belgisch journalist en politicus voor de BSP / SP.

## Levensloop
Beroepshalve journalist van de Volksgazet, was hij van 1971 tot 1994 voor de BSP en daarna de SP. gemeenteraadslid en schepen van onderwijs van Antwerpen.
Hij zetelde van 1971 tot 1989 voor het kiesarrondissement Antwerpen in de Kamer van volksvertegenwoordigers. In de periode december 1971-oktober 1980 zetelde hij als gevolg van het toen bestaande dubbelmandaat ook in de Cultuurraad voor de Nederlandse Cultuurgemeenschap, die op 7 december 1971 werd geïnstalleerd. Van oktober 1976 tot juli 1977 maakte hij als secretaris deel uit van het Bureau (dagelijks bestuur) van de Cultuurraad. Tevens zat hij er de BSP- en later de SP-fractie voor van juni 1977 tot oktober 1980. Vanaf 21 oktober 1980 tot januari 1989 was hij lid van de Vlaamse Raad, de opvolger van de Cultuurraad en de voorloper van het huidige Vlaams Parlement. Tijdens deze hele periode bleef hij SP-fractievoorzitter in de Vlaamse Raad.